# Cosas del amor (Enrique Iglesias)
Cosas del amor è il terzo album del cantante spagnolo Enrique Iglesias pubblicato nel 1998.

## Tracce
1. Nunca te olvidaré – 4:24 (Enrique Iglesias)
2. Cosas del amor – 4:27 (Rafael Pérez-Botija)
3. Esperanza – 3:09 (Enrique Iglesias, Chein García-Alonso)
4. Desnudo – 5:37 (Rafael Pérez-Botija)
5. Contigo – 5:16 (Enrique Iglesias)
6. Alguien como tú – 4:48 (Enrique Iglesias)
7. Sirena – 4:57 (Rafael Pérez-Botija)
8. Para de jugar – 5:01 (Enrique Iglesias)
9. Dicen por ahí – 3:48 (Mario Martinelli, Rafael Pérez-Botija, Enrique Iglesias)
10. Ruleta rusa – 4:15 (Rafael Pérez-Botija)